# Daniela Souza
Daniela Paola Souza Naranjo, född 27 augusti 1999 i Zapopan, är en mexikansk taekwondoutövare.

## Karriär
I juli 2018 tog Souza guld i 49 kg-klassen vid centralamerikanska och karibiska spelen i Barranquilla efter att ha besegrat guatemalanska Elizabeth Zamora i finalen. I juli 2019 tog hon guld i 49 kg-klassen vid panamerikanska spelen i Lima efter att ha besegrat brasilianska Talisca Reis i finalen. I juni 2021 tog Souza guld i 49 kg-klassen vid panamerikanska mästerskapen i Cancún efter att ha besegrat colombianska Camila Rodríguez i finalen.
I maj 2022 tog Souza återigen guld i 49 kg-klassen vid panamerikanska mästerskapen i Punta Cana efter att ha besegrat kanadensiska Viviane Tranquille i finalen. Följande månad tog hon brons i 49 kg-klassen vid Grand Prix i Rom. I november 2022 tog Souza guld i 49 kg-klassen vid VM i Guadalajara efter att ha besegrat kinesiska Guo Qing i finalen.
I juli 2023 tog Souza silver i 49 kg-klassen vid centralamerikanska och karibiska spelen i San Salvador efter en finalförlust mot colombianska Andrea Ramírez. I oktober 2023 tog hon sitt andra guld i 49 kg-klassen vid panamerikanska spelen i Santiago efter att ha besegrat Andrea Ramírez i finalen.